# Ischnurges
Ischnurges is een geslacht van vlinders van de familie van de grasmotten (Crambidae), uit de onderfamilie van de Spilomelinae. De wetenschappelijke naam voor dit geslacht is voor het eerst gepubliceerd in 1863 door Julius Lederer. Lederer beschreef ook de eerste soort uit het geslacht, Ischnurges illustralis, die als typesoort is aangeduid.

## Soorten
- I. bagoasalis Druce 1899
- I. gratiosalis (Walker, 1859)
- I. illustralis Lederer, 1863
- I. inusitata Gaede, 1916
- I. lancinalis Guenée, 1854
- I. luteomarginalis (Hampson, 1891)
- I. rhodographalis Hampson, 1913